# Alessia Maurelli
Alessia Maurelli (Rivoli, 22 de agosto de 1996) es una deportista italiana que compite en gimnasia rítmica, en la modalidad de conjuntos.
Participó en tres Juegos Olímpicos de Verano, obteniendo dos medallas de bronce en la prueba de conjuntos, en Tokio 2020 (junto con Martina Centofanti, Agnese Duranti, Daniela Mogurean y Martina Santandrea) y en París 2024 (con Martina Centofanti, Agnese Duranti, Daniela Mogurean y Laura Paris), y el cuarto lugar en Río de Janeiro 2016, en la misma prueba.
Ganó deiciséis medallas en el Campeonato Mundial de Gimnasia Rítmica entre los años 2014 y 2023, y trece medallas en el Campeonato Europeo de Gimnasia Rítmica entre los años 2018 y 2024.

## Palmarés internacional
| Juegos Olímpicos   | Juegos Olímpicos     | Juegos Olímpicos  | Juegos Olímpicos            |
| Año                | Lugar                | Medalla           | Prueba                      |
| ------------------ | -------------------- | ----------------- | --------------------------- |
| 2020               | Tokio (Japón)        | Medalla de bronce | Conjuntos                   |
| 2024               | París (Francia)      | Medalla de bronce | Conjuntos                   |
| Campeonato Mundial |                      |                   |                             |
| Año                | Lugar                | Medalla           | Prueba                      |
| 2014               | Esmirna (Turquía)    | Medalla de plata  | Concurso completo           |
| 2015               | Stuttgart (Alemania) | Medalla de oro    | 5 con cinta                 |
| 2015               | Stuttgart (Alemania) | Medalla de plata  | 3 con mazas + 2 con aro     |
| 2017               | Pésaro (Italia)      | Medalla de oro    | 5 con aro                   |
| 2018               | Sofía (Bulgaria)     | Medalla de oro    | 3 con pelota + 2 con cuerda |
| 2018               | Sofía (Bulgaria)     | Medalla de plata  | Concurso completo           |
| 2018               | Sofía (Bulgaria)     | Medalla de bronce | 5 con aro                   |
| 2019               | Bakú (Azerbaiyán)    | Medalla de bronce | 3 con aro + 2 con mazas     |
| 2021               | Kitakyushu (Japón)   | Medalla de oro    | 3 con aro + 2 con mazas     |
| 2021               | Kitakyushu (Japón)   | Medalla de plata  | Concurso completo           |
| 2021               | Kitakyushu (Japón)   | Medalla de plata  | 5 con pelota                |
| 2022               | Sofía (Bulgaria)     | Medalla de oro    | Equipo                      |
| 2022               | Sofía (Bulgaria)     | Medalla de oro    | 5 con aro                   |
| 2022               | Sofía (Bulgaria)     | Medalla de plata  | 3 con cinta + 2 con pelota  |
| 2023               | Valencia (España)    | Medalla de bronce | 5 con aro                   |
| 2023               | Valencia (España)    | Medalla de bronce | Equipo                      |
| Campeonato Europeo |                      |                   |                             |
| Año                | Lugar                | Medalla           | Prueba                      |
| 2018               | Guadalajara (España) | Medalla de oro    | 5 con aro                   |
| 2018               | Guadalajara (España) | Medalla de plata  | Concurso completo           |
| 2018               | Guadalajara (España) | Medalla de plata  | 3 con pelota + 2 con cuerda |
| 2021               | Varna (Bulgaria)     | Medalla de plata  | Concurso completo           |
| 2021               | Varna (Bulgaria)     | Medalla de bronce | 3 con aro + 2 con mazas     |
| 2022               | Tel Aviv (Israel)    | Medalla de oro    | 5 con aro                   |
| 2022               | Tel Aviv (Israel)    | Medalla de oro    | 3 con cinta + 2 con pelota  |
| 2022               | Tel Aviv (Israel)    | Medalla de plata  | Concurso completo           |
| 2022               | Tel Aviv (Israel)    | Medalla de plata  | Equipo                      |
| 2023               | Bakú (Azerbaiyán)    | Medalla de bronce | 5 con aro                   |
| 2024               | Budapest (Hungría)   | Medalla de oro    | 5 con aro                   |
| 2024               | Budapest (Hungría)   | Medalla de plata  | Concurso completo           |
| 2024               | Budapest (Hungría)   | Medalla de plata  | Equipo                      |